# Lahti L-35
Die Lahti L-35 ist eine finnische Selbstladepistole.

## Technik
Bei der Pistole handelt es sich um einen Rückstoßlader mit kurzem Rohrrücklauf und starrer Verriegelung mittels Querriegelverschluss. Mit der Pistole konnte auch ein Anschlagschaft genutzt werden.

## Finnland
Die Waffe trägt den Namen des renommierten Waffenkonstrukteurs Aimo Lahti. Er wurde beauftragt, Prototypen für eine neue Standard-Faustfeuerwaffe der finnischen Armee vorzustellen. Das Arsenal der Streitkräfte bestand zu jenem Zeitpunkt aus einer Vielzahl von europäischen Modellen, unter anderem aus Belgien und Deutschland. Auch längst veraltete russische Revolver vom Typ Nagant M1895 gehörten noch zum Bestand. Mit Beginn der Entwicklung 1929 erfolgt die Einführung in die finnische Armee 1935. Lahtis Entwicklung erwies sich bei ihrer Erprobung als sehr zuverlässig, auch unter extremer Kälte. Die reibungslose Funktion des Lademechanismus unterstützte ein sogenannter Schleuderhebel. Ein solcher findet sich sonst nur bei schweren Waffen mit Rückstoßladung und beschleunigt die Bewegung des Verschlusses. Die Fertigung war jedoch aufgrund der Verwendung aufwändiger Frästechnik recht kompliziert. Bis 1940 wurden lediglich 500 Stück ausgeliefert. Nach kriegsbedingter Unterbrechung der Produktion und Einbringen von Verbesserungen werden in den Jahren 1943 und 1944 nochmals 4.500 Stück und von 1946 bis 1950 ca. 12.000 Stück abschließend 1958 nochmals 1.250 Stück hergestellt. Insgesamt wurden in Finnland damit ca. 19.000 Pistolen gefertigt.

## Schweden
Große Stückzahlen wurden stattdessen im Nachbarland Schweden produziert. Das Land erwarb Nachbaulizenzen und vergab die Fertigung an die Husqvarna AB, wo mehr als 100.000 Stück entstanden. Von 1942 bis 1946 wird sie dort mit einer Stückzahl von 84.000 gefertigt. Bei der schwedischen Armee als Pistole Modell 40 geführt, findet sie aber auch als Husqvarna M 40 Erwähnung. Die Pistolen beider Länder unterschieden sich wenig: finnische Modelle erkennt man an der Prägung VKT an den Griffstücken, die schwedischen am alten Wappen der Firma Husqvarna mit einem H in Textur. Einige Merkmale der ursprünglichen Konstruktion fielen der Rationalisierung zum Opfer: Erst der Ladeanzeiger, später auch der Schleuderhebel. Zwischenzeitlich mussten ganze Serien zurückgerufen werden, da der verwendete Stahl von minderwertiger Qualität war und Schlossteile brachen. Insgesamt boten die finnischen Originale eine höhere Zuverlässigkeit.